# Niccolò Cacciatore
Niccolò Cacciatore, známý později i pod latinizovaným jménem Nicolaus Venator (26. ledna 1770 Casteltermini, Sicílie – 28. ledna 1841 Palermo), byl italský astronom.

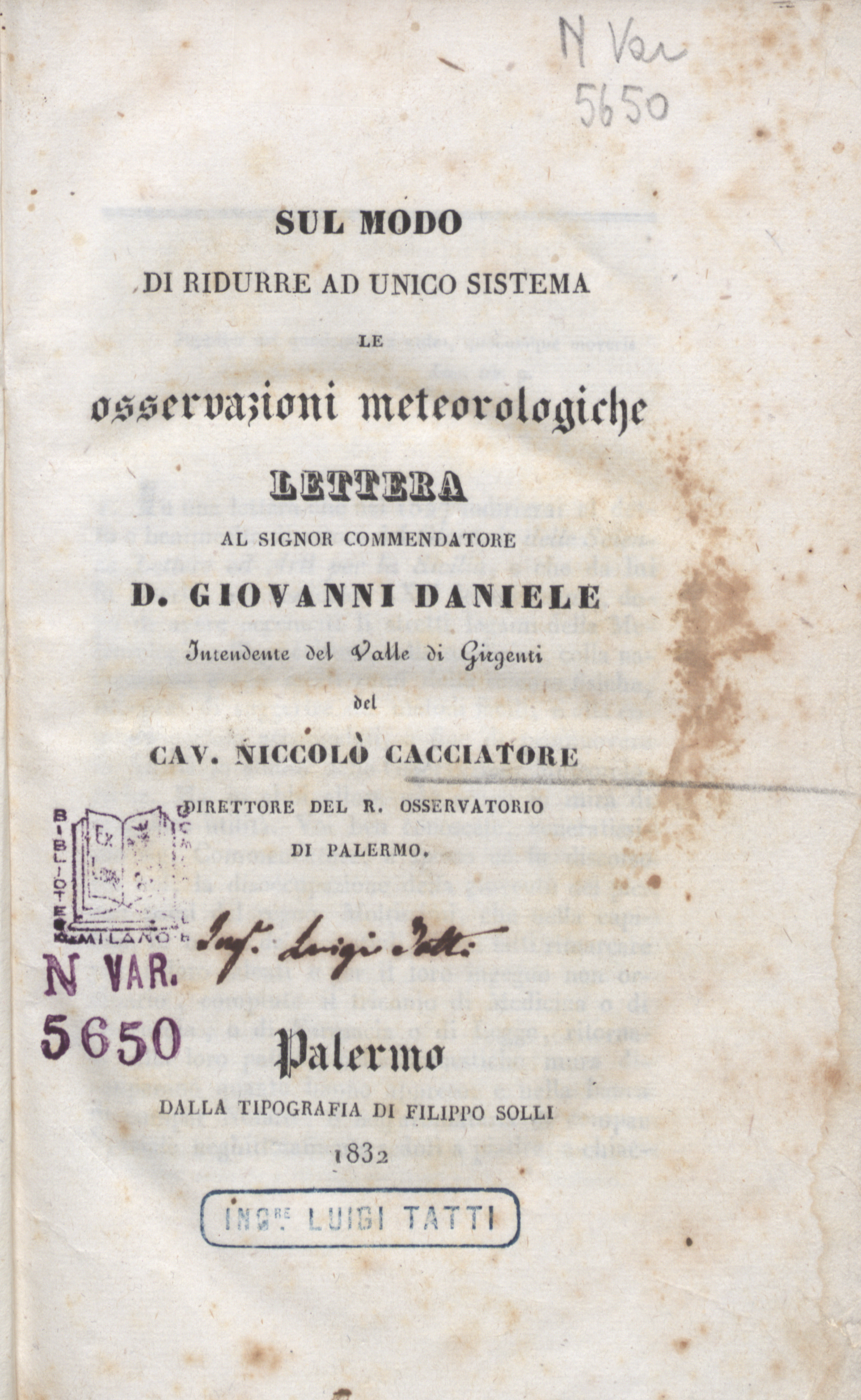
Sul modo di ridurre ad unico sistema le osservazioni meteorologiche (1832)

Narodil se ve městě Casteltermini na Sicílii. Během studií matematiky a fyziky v Palermu se seznámil s Giuseppe Piazzim, vedoucím astronomické observatoře v Palermu, kde se stal postgraduálním studentem v roce 1798. Roku 1800, rok před objevem první planetky Ceres, byl Venator oficiálně přijat mezi zaměstnance observatoře.
Venator pomohl Piazzimu sestavit druhé vydání Palermského katalogu hvězd v roce, publikovaného roku 1814. Na tomto katalogu odvedl většinu práce a de facto stál v čele celého projektu od roku 1807. Publikoval také práce o kometách v letech 1807 a 1819.
Roku 1817 převzal Venator po Piazzim pozici ředitele Palermské observatoře. O tři roky později byla observatoř napadena v průběhu Sicilské revoluce a Venator byl uvězněn. Krátce nato se však do funkce vrátil a následně v ní setrval ještě dalších dvacet let. V roce 1826 objevil kulovou hvězdokupu NGC 6541 v souhvězdí Jižní koruny.
Kromě astronomie se věnoval též meteorologii. Rovněž působil jako člen zákonodárného sboru Království obojí Sicílie.
V roce 1812 si vzal za manželku Emanuellu Martiniovou, s níž měl pět dětí. Jeho syn Gaetano se stal Venatorovým nástupcem ve funkci ředitele observatoře.
Po Venatorovi jsou pojmenovány dvě vizuálně nevýrazné hvězdy čtvrté hvězdné velikosti Alfa a Beta Delphini. Hvězdy jsou též známy jako Sualocin a Rotanev, tedy jména Nicolause Venatora psaná pozpátku.